# Eurocom Automatizálási és Vasúttechnikai Zrt.

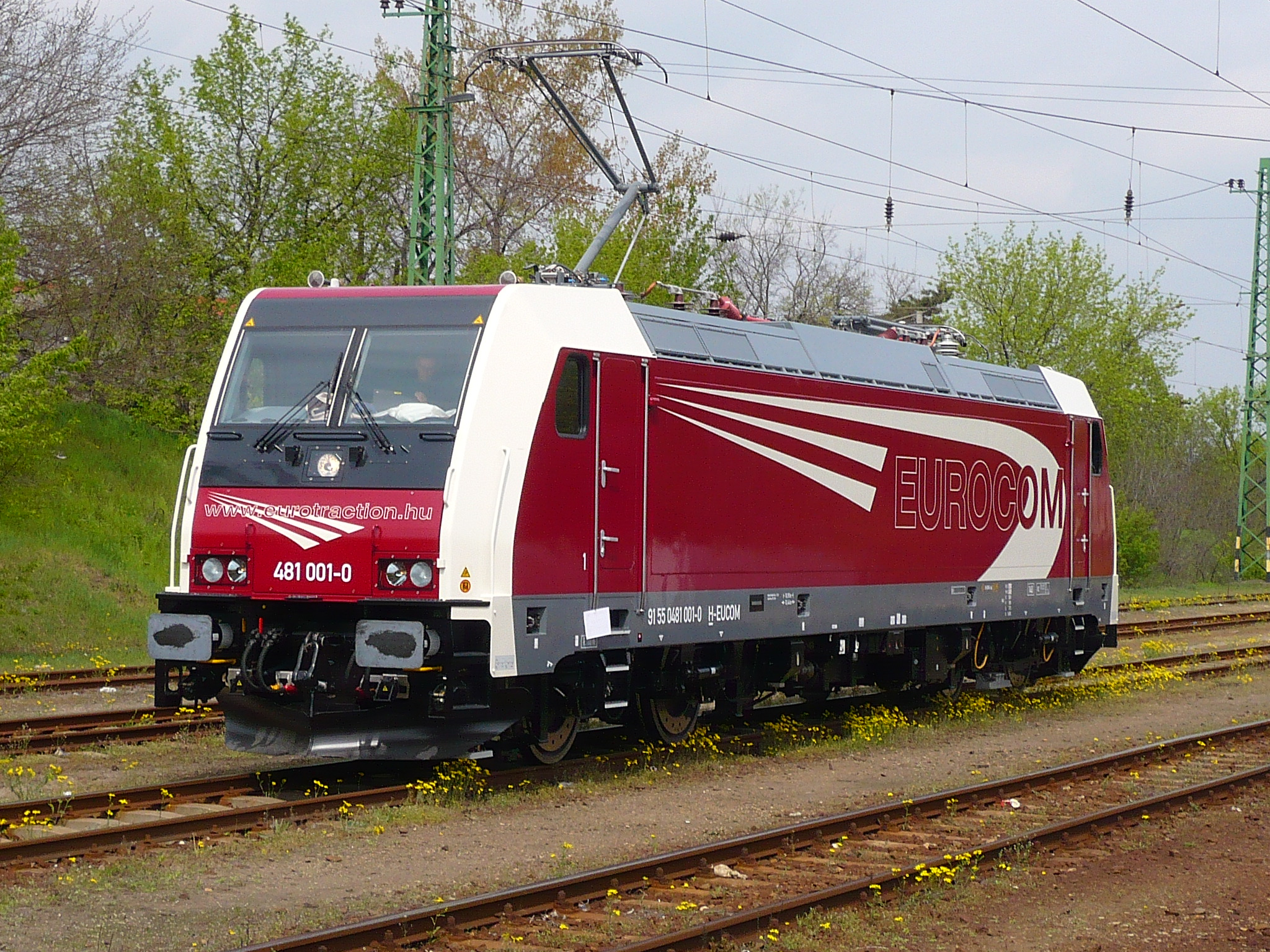
Az Eurocom Zrt. egyik volt mozdonya

Az Eurocom Automatizálási és Vasúttechnikai Zrt. röviden Eurocom Zrt. egy vasúti szállítással és automatizálással foglalkozó magyar cég. A vasúti érdekeltsége megszűnt 2010-ben, a társaság kettő mozdonyát az AWT magánvasút vette át.

## Vasúti tevékenység
A Magyar Vasúti Hivatal az Eurocom Zrt. részére adta ki az első hazai, kizárólag vasúti vontatási tevékenység végzésére feljogosító engedélyt, amely a magyar mellett az egész Európai Unió, valamint Svájc és Norvégia vontatási piacait is megnyitotta a budapesti székhelyű cég előtt. Az előzetes megállapodásban szereplő 2009 végi időpont helyett az első mozdony hivatalos átadás már 2007 decemberben megtörtént, és 2008 januárjában már a magyarországi vasúthálózaton közlekedett a 481 001 pályaszámú gép.
Az Eurocom Zrt. energetikai hátterű cég, amely a piacra lépéssel komoly vasúti szakembergárdát és jelentős tőkét mozgósított. Két nagyon korszerű, a hazai viszonyokra adaptált két új Bombardier TRAXX F140 AC2 villamosmozdonnyal jelentek meg a vasúti vontatás piacán. Az NKH a társaság működési engedélyét 2010. május 14-én felfüggesztette a cég tartós fizetésképtelensége miatt.
Az Eurocom cég 2010 áprilisi csődje után először az AWT bérelte őket, majd a bérleti szerződés 2011 augusztus 31-i lejárta után a Railpool tulajdonába került át a két gép. Ezen a nap délután a társaság két bordó mozdonya elhagyta Magyarországot.

## Járművek
Az Eurocom az alábbi járművekkel rendelkezett:
- 2 db Bombardier TRAXX - saját
- MÁV M44 sorozat - bérelt
- MÁV M62 sorozat - bérelt
- ČSD T 448.0 - bérelt

## Modell
A mozdonyt H0-s méretarányban az olasz ACME modellgyártó cég adta ki.